# Commercehuset, Tammerfors

Commersehuset är ett femvånings bostads- och affärshus i Tammerfors, längs Tavastgatan och i utkanten av Centraltorget. Byggnaden stod färdig 1899. Huset, som stilmässigt representerar tidig jugendstil, ritades av Helsingforsbaserade Arkitektbyrån Andersin, Jung och Bomanson (arkitekterna Bertel Jung, Waldemar Andersin och Oscar Bomanson ). Namnet på huset kommer från det franska ordet för butik.
Hotell Central, etablerades 1907 och verkade länge i byggnaden. Hotellets namn ändrades senare till Centrum.  Fram till 1983 inhyste Commerces också Tammerfors Första apoteket.  Den 14 december 1984 öppnade Finlands första McDonald's hamburgerrestaurang på platsen.  En kort tid, 1983–1984, verkade Burger King i lokalerna.  I maj 2010 uppstod en hotande brand från fritösen på McDonald's restaurang.  Reparationerna tog två år och McDonald's öppnade igen våren 2012.  McDonalds stängde sin restaurang hösten 2015 och i början av 2016 tog hamburgerkedjan Friends & Brgrs över lokalerna. 
Commerces hus har skyddats av detlaljplanen  från1999. 